# Joseph Fournier de Belleval
Joseph Fournier de Belleval (* 1892; † März 1945 in Contrecœur) war ein kanadischer Sänger (Bariton) und Gesangslehrer.

## Leben und Wirken
Bellevals Laufbahn als Sänger begann in Québec, wo er 1917 unter Leitung von Omer Létourneau in L'Accordée de village und 1918 in Robert Planquettes Operette RIP auftrat. 1919 spielte er in der Knights of Columbus Hall an der Seite von Ulysse Paquin den Macroton in L'Amour médecin. In Omer Létourneaus Operette Vive la Canadienne trat er 1924 in der Knights of Columbus Hall und im Palais Montcalm in Québec auf.
Mit Honoré Vaillancourts Société canadienne d'opérette spielte er u. a. Rollen in Le carillon de Saint-Arlon (1924), Rêve de valse (1924), La cocarde de Mimi Pinson (1925), Ordre de l’empereur (1925), Les cloches de Corneville (1926), Le beau voyage (1926), Le jongleur de Notre-Dame (1928) und La dernière valse (1929). Mit Paul Trépanier trat er 1927 in Adolphe Adams Si j’étais roi auf, und mit Conrad Gauthier in 1932 in Les cloches de Corneville.
In den Studios von Columbia Records nahm Bellaval 1921 und 1922 24 Titel auf, darunter Stücke aus Pariser Varieteprogramm der Zeit und einige lyrische Werke von Luigi Denza und Barbirolli. Zwei Jahre später entstanden hier noch einmal zwölf Songs, weitere zwölf nahm er 1925 bei His Master’s Voice in Montreal auf. Zwischen 1926 und 1928 entstanden nochmals mehr als fünfzig französischsprachige Aufnahmen bei Columbia.
Ab 1922 war Belleval Mitarbeiter der Zeitschrift La Musique, zudem betrieb er in den 1920er Jahren eine Gesangsschule in Montreal. Mitte der 1930er Jahre beendete er seine musikalische Laufbahn und betätigte sich bis zu seinem Tod 1945 als Einzelhandelskaufmann.